# 니컬러스 로빈슨 베이커
니컬러스 로빈슨 베이커(Nicholas Robinson-Baker, 1987년 6월 24일 ~ )는 잉글랜드의 다이빙 선수이다. 2008년 하계 올림픽과 2012년 하계 올림픽에 출전하였다. 2012년 하계 올림픽에서는 남자 싱크로나이즈 3m에 크리스 미어스와 출전하여 5위를 하였다.